# D-161
D-161是一种含氮有机化合物，分子式C25H27NO2，是一种血清素-去甲肾上腺素-多巴胺再摄取抑制剂，尚未进行临床测试。